# Lotteria
Lotteria es una cadena surcoreana de restaurantes de comida rápida con sede en Japón y Corea del Sur, fundada en 1972 por el grupo Lotte. Sus principales productos son las hamburguesas, las patatas fritas, los menús para el desayuno y los refrescos. Actualmente cuenta con más de 1.000 establecimientos en Asia Oriental, en su mayoría repartidos entre los países donde tiene sede.

## Historia
La empresa fue fundada el 9 de febrero de 1972 en Tokio (Japón) por iniciativa de Shin Kyuk-ho, fundador del conglomerado Lotte. Su nombre es un acrónimo entre la empresa propietaria y la palabra «cafetería». En septiembre del mismo año se abrieron tres franquicias, dos en la capital y otra en Yokohama, que tuvieron buena acogida al adaptar el concepto de comida rápida a los gustos de la población asiática.
El 25 de octubre de 1979 abrió su primer local en Corea del Sur, el país donde cuenta con más establecimientos. Lotte aprovechó su presencia en ese país para hacerse un hueco en el mercado antes de la irrupción de las grandes multinacionales en los años 1980. De este modo, se convirtió en la mayor cadena de comida rápida por cuota de mercado en la península coreana. En 2001 representaba el 45% de las ventas en este tipo de establecimientos, por delante del 20,1% de McDonald's.
El negocio de Lotteria está concentrado en Asia Oriental, con franquicias en República Popular China, Taiwán, Vietnam y Birmania.